# Бой с тенью (бокс)

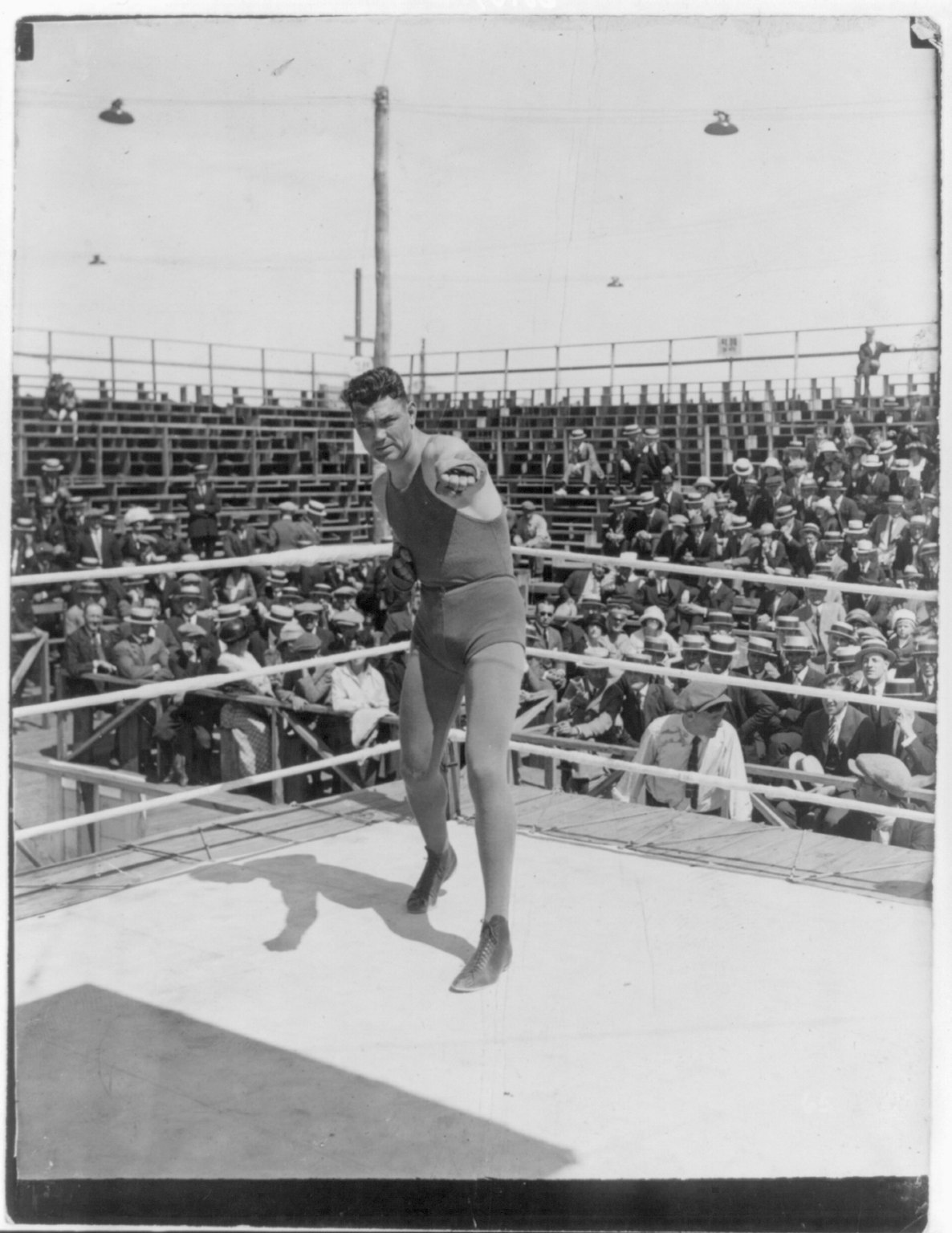
Джек Демпси боксирует с тенью перед камерой в своём тренировочном лагере

Бой с тенью (от англ. shadowboxing — шадоубоксинг) — элемент тренировочного процесса в боевых (ударных) единоборствах, направленный на изучение и усвоение технических элементов (ударов, защит) без реального партнёра.
Начало бой с тенью берёт из бокса, так как бокс является одним из первых официальных единоборств. Представляет собой бой с мнимым соперником, которого боец представляет себе. Работая в бою с тенью, спортсмен должен «увидеть» перед собой противника и все движения наносить как в реальном поединке, только по воздуху. Бой с тенью применяется для наработки комбинаций ударов и защит, а также для увеличения скорости и взрывной силы ударов.
Кроме тренировок, короткий бой с тенью проводят непосредственно перед поединком, чтобы разогреть мышцы и мысленно настроиться на бой. Бой с тенью проводят как боксёры-профессионалы, так и любители.

## Известные боксёры
В своих тренировочных процессах бой с тенью применяли почти все известные боксёры. Однако некоторые из них уделяли этому элементу максимальное внимание — с целью тренировки собственной манёвренности, скорости. Самые известные боксёры, уделявшие максимум внимания бою с тенью — Мухаммед Али и Рой Джонс-младший. Оба этих профессиональных спортсмена использовали в своих тренировках минимум упражнений с отягощениями, максимально тренировали свою подвижность, в том числе проводили множество раундов «боя с тенью».